# Ettenberg (Marktschellenberg)

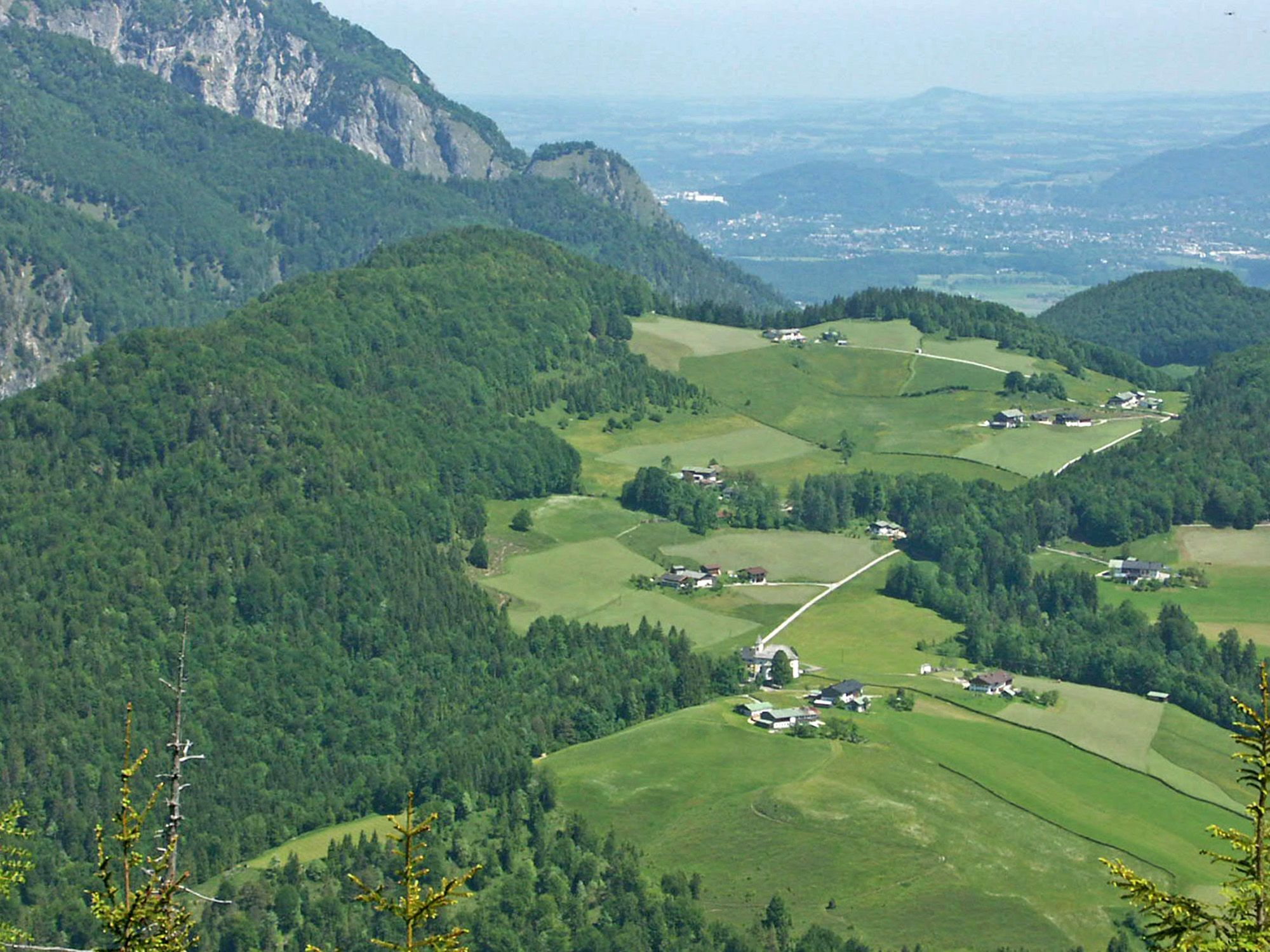
Blick auf Ettenberg von der Kneifelspitze aus

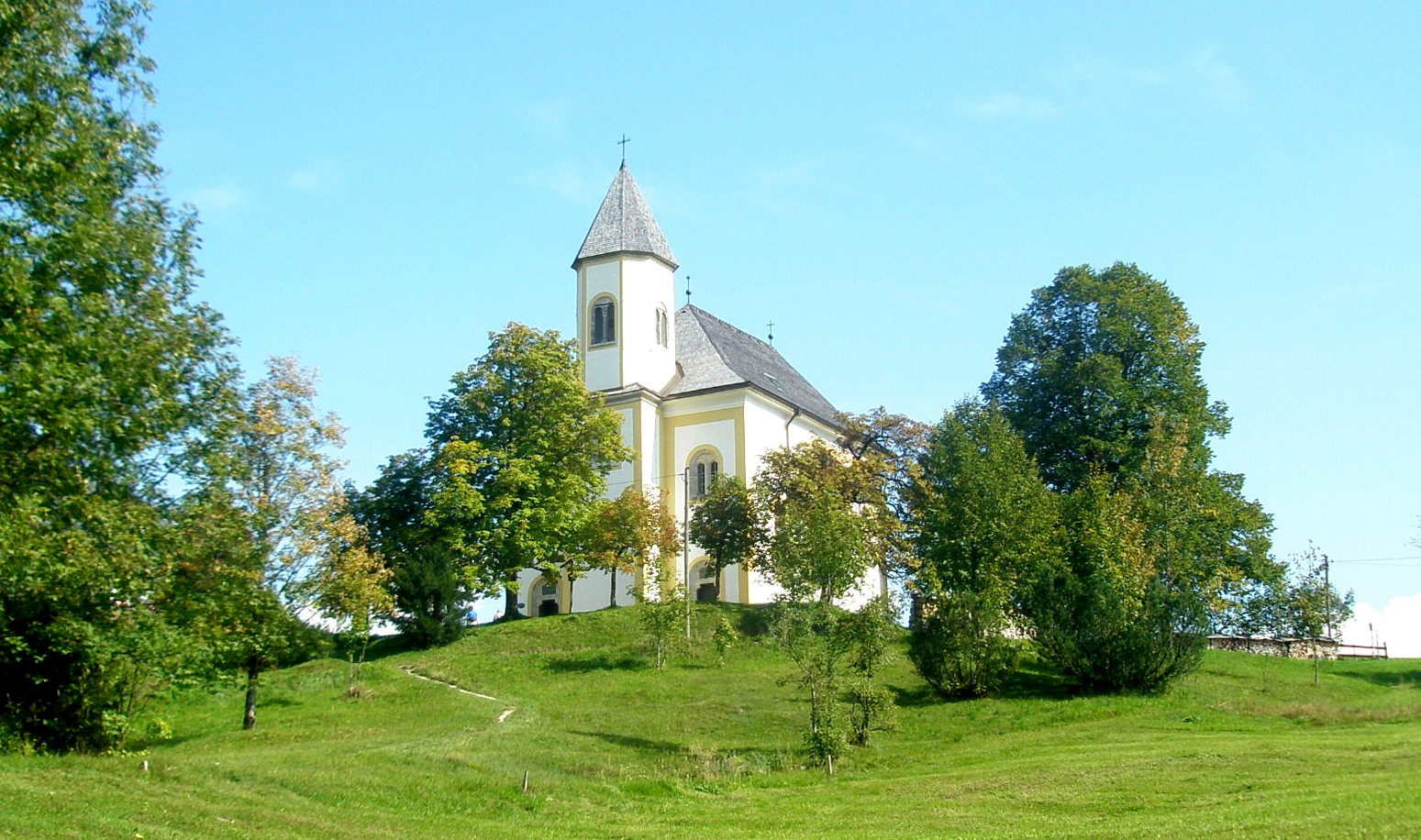
Wallfahrtskirche Mariä Heimsuchung

Ettenberg ist ein Gemeindeteil bzw. eine Gnotschaft der Gemeinde Marktschellenberg im oberbayerischen Landkreis Berchtesgadener Land und war bis 1911 eine eigenständige Gemeinde.

## Lage und Gliederung
Ettenberg liegt auf einem Hochplateau zwischen dem Tal der Berchtesgadener Ache im Osten und dem Untersberg im Westen etwa 400 Meter oberhalb des Zentrums von Marktschellenberg. Die südliche Grenze bildet die Almbachklamm und die nördliche der Rothmannbach.
Die bis 1911 eigenständige Gemeinde Ettenberg und heute gleichnamige Gemarkung von Marktschellenberg gliedert sich in die zwei Gnotschaften bzw. Ortsteile Vorder- und Hinterettenberg.

## Geschichte
Im Zuge des 1377 ausgestellten Landbriefs von Propst Ulrich Wulp wurde Ettenberg mit den zwei Gnotschaftsbezirken Vorder- und Hinterettenberg vermutlich schon ab Ende des 14. Jahrhunderts zu einer der acht „Urgnotschaften“ des Berchtesgadener Landes. Die Gebietsfläche des Berchtesgadener Landes entsprach ab 1155 dem Kernland des Klosterstifts Berchtesgaden, das 1380 zur Reichsprälatur Berchtesgaden und 1559 zur reichsunmittelbaren Fürstpropstei Berchtesgaden erhoben worden war. Erste schriftliche Erwähnung als Gnotschaft findet Ettenberg im ersten Steuerbuch des Berchtesgadener Landes von 1456. Nach der Säkularisation von 1803 verlor das Berchtesgadener Land seine politische Eigenständigkeit als Fürstpropstei, darauf folgten kurz hintereinander drei Herrschaftswechsel. 1810 wurde das Berchtesgadener Land schließlich dem Königreich Bayern angegliedert, und u. a. aus dessen nach Berchtesgaden vormals zweiten Hauptort Schellenberg sowie den Gnotschaften Ettenberg und Scheffau gingen die Gemeinden Schellenberg Markt, Ettenberg und Scheffau hervor, deren bisherigen Gnotschaftsbezirke seither als „Gnotschaften“ bezeichnet werden. 1817 kamen zu Ettenberg zwei Gnotschaften von Schellenberg Markt hinzu, nämlich Schneefelden und Schaden, die jedoch ab 1818 der neu gebildeten Gemeinde Schellenberg Land angegliedert wurden.

→ Siehe zu diesem Absatz auch den Abschnitt: Geschichte in Fürstpropstei Berchtesgaden
Am 1. März 1911 wurde die Gemeinde Ettenberg in die zeitgleich in Landschellenberg umbenannten Gemeinde Schellenberg Land eingemeindet. Die Gemeinde Landschellenberg wiederum wurde am 1. Oktober 1969 noch vor der Gebietsreform in Bayern zusammen mit der Gemeinde Scheffau in die Gemeinde Marktschellenberg eingegliedert.
Die Gemeinde hatte zum Stand der Volkszählung 1900 eine Fläche von 461,94 Hektar sowie eine Bevölkerung von 150, davon 50 in Hinterettenberg und 100 in Vorderettenberg. Im Jahr 1910 hatte die Gemeinde 149 Einwohner. Separate Bevölkerungszahlen für die Hinterettenberg und Vorderettenberg werden letztmals in der Ausgabe von 1904 der Amtlichen Ortsverzeichnisse für Bayern ausgewiesen, ab der Ausgabe von 1928 wird Ettenberg (Hiterettenberg u. Vorderettenberg) als Ort und Gnotschaft der Gemeinde Landschellenberg geführt. Nach dem Amtlichen Ortsverzeichnis zum Stand der Volkszählung am 25. Mai 1987 hatte Ettenberg 47 Wohnungen in 32 Gebäuden mit Wohnraum und 122 Einwohner.

## Kommunalpolitik
Gnotschaften wie Ettenberg wählten aus ihren Reihen je Gnotschafterbezirk jährlich jeweils einen „Gnotschafter“. Dieser hatte vielfältige Aufgaben. So gehörten z. B. die Einhebung der Steuern und die Weiterleitung regierungsamtlicher Anordnungen dazu. Auch bei der Besprechung von Wege- und Brückenbaumaßnahmen, Bachregulierungen u. Ä. war er dabei. Als Armenpfleger war er zuständig für die Auswahl und auch Unterstützung der bedürftigen Personen.
Mit der Bildung der Gemeinden nach dem Zweiten Gemeindeedikt in Bayern von 1818 ging die Verwaltung an den Gemeindeausschuss mit dem Gemeindevorsteher an der Spitze über. Die letzten Gemeindevorsteher der Gemeinde Ettenberg waren bis 1911:
- 1881–1887: Sebastian Kain
- 1887–1893: Georg Pann
- 1893–1899: Josef Koppenleiter
- 1899–1905: Georg Pann
- 1905–1911: Christian Hinterbrandner

## Einrichtungen
- Während der Amts- und Regierungszeit des Fürstpropstes Julius Heinrich von Rehlingen-Radau wurden im Zuge der Berchtesgadener Gegenreformation drei Wallfahrtskirchen im Stil des Rokoko errichtet, darunter zwischen 1723 und 1727 in Ettenberg die Wallfahrtskirche Mariä Heimsuchung.[10]

→ Siehe auch: Liste der Baudenkmäler in Marktschellenberg#Ettenberg

## Kulturelle Traditionen
- Die erblindete Witwe Maria Euphrosina Knoblachin geb. von Höfl aus Salzburg stiftete 1746 ein größeres Vermögen für ein auf „ewige Zeiten“ alljährlich in der Wallfahrtskirche abzuhaltendes so genanntes „40-stündiges Gebet“. Als sich die Stiftungssumme wegen diverser Wirtschaftskrisen verringert hatte, kürzte man das bis dahin drei Tage währende Beten auf einen Tag, nämlich den ersten Sonntag nach dem Annentag am 26. Juli. Das daraus resultierende „Ettenberger Annafest“ entwickelte sich zum festen Bestandteil des Berchtesgadener Brauchtums.[11]